# Щукин, Александр Николаевич
Александр Николаевич Щукин (9 [22] июля 1900, Санкт-Петербург — 11 июня 1990, Москва) — советский учёный в области радиотехники и радиофизики, автор трудов по теории и методам расчёта дальней коротковолновой связи, основатель теории подводного приёма радиосигналов. Академик АН СССР (1953), генерал-лейтенант инженерно-технической службы (27.04.1962), дважды Герой Социалистического Труда (1956, 1975). Лауреат Ленинской и Сталинской премий.

## Биография
Родился 9 (22) июля 1900 года в семье дворянина — горного инженера. В 1917 году окончил гимназию. Свободно владел французским, немецким и английским языками.
Работал техником на железной дороге. В июне 1919 года был призван в Красную Армию. Воевал на Туркестанском фронте красноармейцем комендантской команды штаба 3-й Туркестанской стрелковой дивизии, с апреля 1920 — радистом роты связи 105-й стрелковой бригады в 35-й стрелковой дивизии. С октября 1920 года был лаборантом-приёмщиком радиомастерской и склада связи фронта. В апреле 1921 года демобилизован.
В 1921 году поступил на электромеханический факультет Петроградского политехнического института. В 1924 году переведён в Ленинградский электротехнический институт, который окончил в 1927 году по специальности «Радиотехника». Учёбу совмещал с работой в Центральной радиолаборатории монтёром, лаборантом, инженером. Занимался исследованиями в области коротких волн.
С 1928 года работал в Ленинградском электрофизическом институте АН СССР. В 1929—1935 годах был доцентом по кафедре радиотехники на физико-механическом факультете Ленинградского политехнического института, преподавал в других вузах.
В 1932—1938 годах работал в Научно-исследовательском морском институте связи и телемеханики. Основные научные труды А. Н. Щукина посвящены распространению электромагнитных колебаний в различных средах, процессам ионизации земной атмосферы и их влиянию на распространение радиоволн, а также вопросам радиосвязи, автоматического управления и приложения теории вероятности в этих областях.
С 1935 года занимался педагогической деятельностью и в Военно-морской академии. В 1939 года военинженеру 1-го ранга запаса А. Н. Щукину была присуждена учёная степень доктора технических наук без защиты диссертации, кроме того, решением ВАК он был утверждён в звании профессора. С 1940 года он — начальник кафедры в академии, при этом был призван в Военно-морской флот СССР и ему было присвоено воинское звание инженер-полковник. В 1940 г. создал курс «Распространение радиоволн», сыгравший большую роль в подготовке радиоспециалистов.
В годы Великой Отечественной войны вместе с коллективом академии находился в эвакуации в Астрахани, затем в Самарканде. Возглавляя кафедру «Радиотехнические средства связи и наблюдения», А. Н. Щукин подготовил научный труд «Помехоустойчивость радиоприёмников», имевший большое значение для организации радиосвязи. В 1944 году был принят в ряды ВКП(б).
После возвращения в Ленинград с сентября 1945 по сентябрь 1949 года работал начальником кафедры в Военно-морской академии кораблестроения и вооружения имени А. Н. Крылова, также с 1945 года заведовал кафедрой радиотехники в Ленинградском политехническом институте.
В 1946 году избран членом-корреспондентом АН СССР, а в 1953 году — действительным членом АН СССР. Действительный член Академии артиллерийских наук (1947).
С 1943 года работал членом Комитета по радиолокации при Государственном комитете обороны СССР, после его реорганизации в 1945 году — член Совета по радиолокации при Совете народных комиссаров (с 1946 — Совет министров) СССР, решал задачи по строительству радиолокационной промышленности; позже, когда организация была преобразована в Третье главное управление при СМ СССР, был занят в руководстве проекта «Беркут». 19 июля 1950 года ему было присвоено воинское звание генерал-майор инженерно-технической службы.
В августе 1949 года оставил преподавательскую работу и полностью переключился на научную и организационную работу, будучи назначен заместителем начальника 1-го Главного управления Министерства Вооружённых Сил СССР. С августа 1950 года — заместитель начальника 3-го Главного управления при Совете министров СССР, с июля 1953 — первый заместитель начальника Главного управления специального машиностроения министерства среднего машиностроения СССР. С 1955 года — заместитель Председателя Специального комитета при Совете министров СССР по ракетному и реактивному вооружению. С 1957 по 1975 годы — заместитель председателя Комиссии Совета министров СССР по военно-промышленным вопросам и председатель Научно-технического совета этой комиссии. В 1965 году одновременно назначен заместителем председателя, а в 1969 году — председателем Научного совета АН СССР по комплексной проблеме «Распространение радиоволн». Официально вышел в отставку в 1986 году.
Умер 11 июня 1990 года. Похоронен на Троекуровском кладбище.

## Награды
- Дважды Герой Социалистического Труда (1956, 1975)
- пять орденов Ленина (21.05.1950, 20.04.1956, 20.07.1960, 17.06.1961, 21.07.1975)
- орден Октябрьской Революции (24.07.1970)
- орден Трудового Красного Знамени (21.07.1980)
- орден Дружбы народов (22.07.1985)
- два ордена Красной Звезды (24.07.1943, 30.04.1954)
- две медали «За боевые заслуги» (15.11.1950, 28.10.1967)
- медали
- Ленинская премия (1957)
- Сталинская премия (1952, за работы в области распространения радиоволн, теории радиосвязи, теории радиопомех)

## Память
Бронзовый бюст А. Н. Щукина установлен на Аллее Героев в Московском парке Победы (Санкт-Петербург).